# Pasquale Cortese
Pasquale Cortese (Alia, 21 ottobre 1901 – 2 agosto 1973) è stato un politico e medico italiano.
È stato deputato all'Assemblea Costituente, e deputato alla Camera nella I e II legislatura.